# Joseph J. Allaire
Joseph J. Allaire (* 27. září 1969, South Bend), lépe známý jako J. J. Allaire, je softwarový inženýr a internetový podnikatel narozený v Americe.
V roce 1995 založil se svým bratrem Jeremy Allairem společnost Allaire Corporation a vytvořili webový vývojářský nástroj ColdFusion. V březnu 2001 svou společnost prodali společnosti Macromedia, kde byl ColdFusion integrován do Macromedia MX produktové linie. Macromedia následně získala společnost Adobe Systems, která pokračuje ve vývoji a prodeji ColdFusion.
Po prodání své společnosti byl JJ frustrován cenou vývoje s použitím Google. Aby vyřešil tento problém, v roce 2004 založil Onfolio společně s Adamem Berreyem z bývalého Allaire a VP marketingu v Macromedia.
8. března 2006 bylo Onfolio získáno Microsoftem a mnoho jejich myšlenek a nápadů začlenil pak Microsoft do svého Windows Live Toolbar.
13. srpna 2006 Microsoft uvolnil beta verzi svého nového grafického klienta na blogování, který se jmenuje Windows Live Writer, jenž byl vytvořen JJ Allairovým týmem v Microsoftu.
V roce 2009 založil Allaire RStudio, společnost vyvíjející nástroje pro statistické analýzy v programovacím jazyce R. Vlajková loď společnosti je program s názvem RStudio, který byl v roce 2015 oceněn cenou udělovanou magazínem InfoWorld – InfoWorld Technology of the Year Award.
JJ Allaire má titul bakaláře z Macalester College (St. Paul) z roku 1991.